# Großes Liebesgras
Das Große Liebesgras (Eragrostis cilianensis) ist eine Pflanzenart aus der Gattung der Liebesgräser (Eragrostis) innerhalb der Familie der Süßgräser (Poaceae).

## Beschreibung

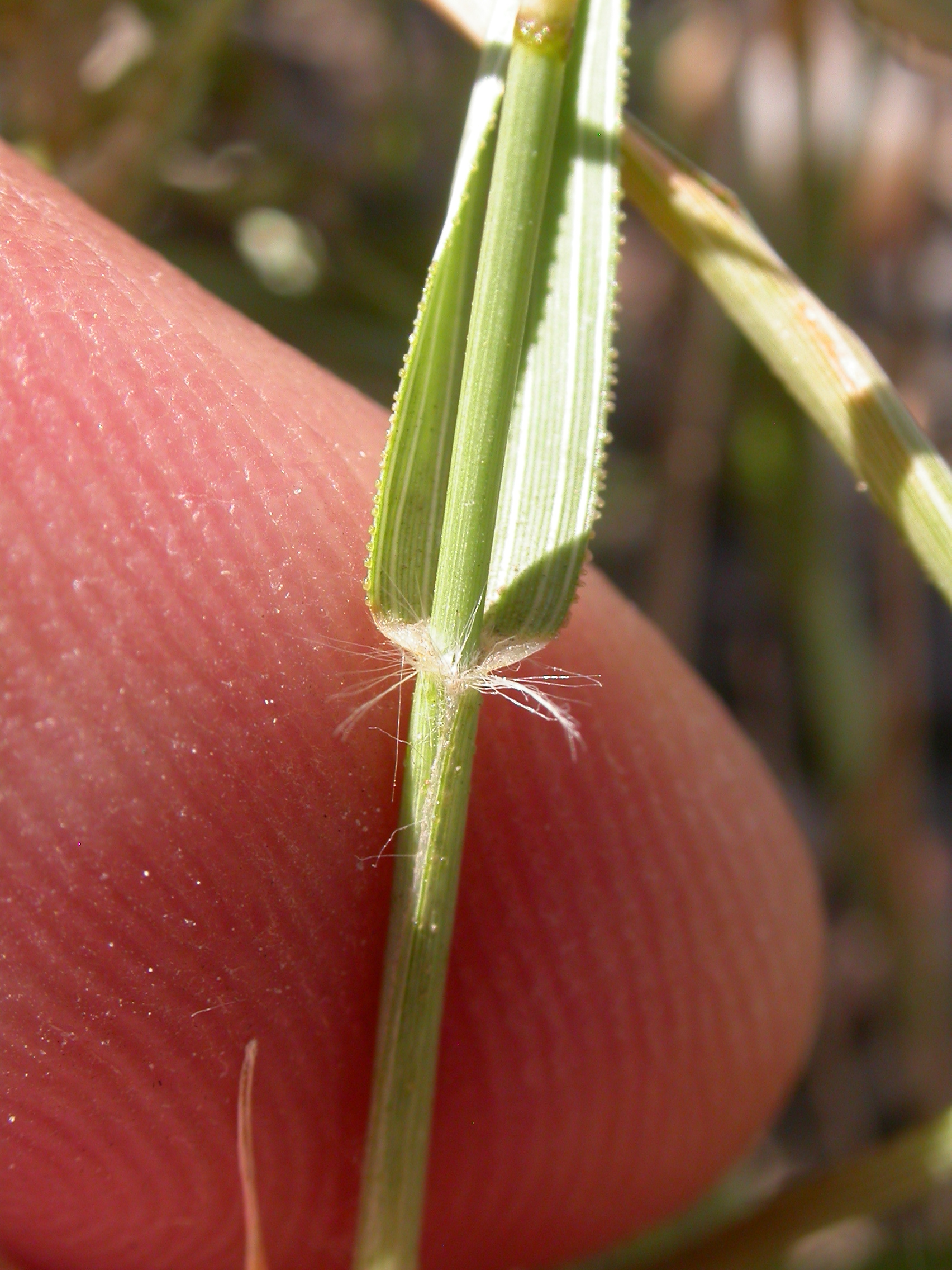
Blattscheide und Ligula

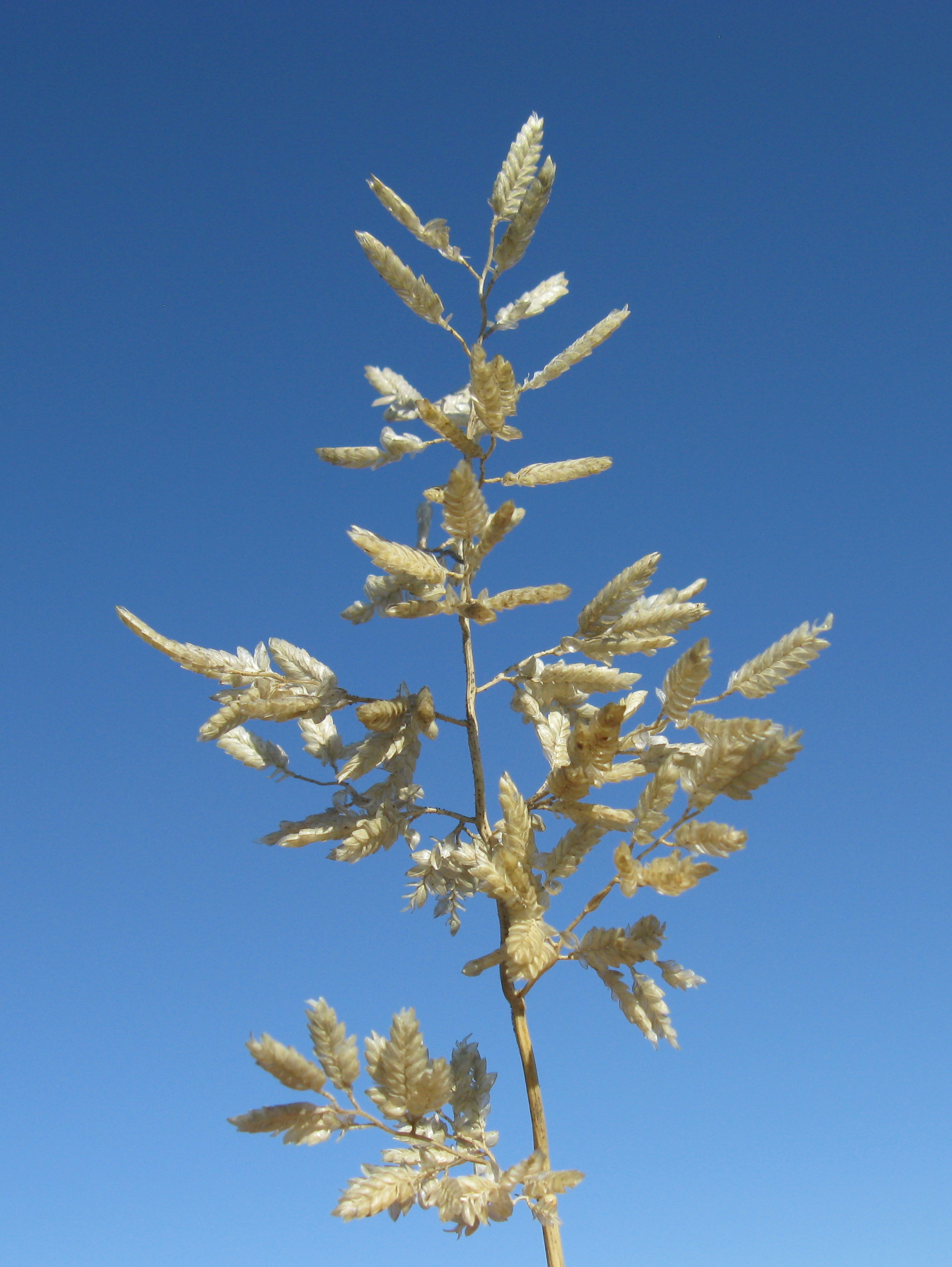
Blütenstand

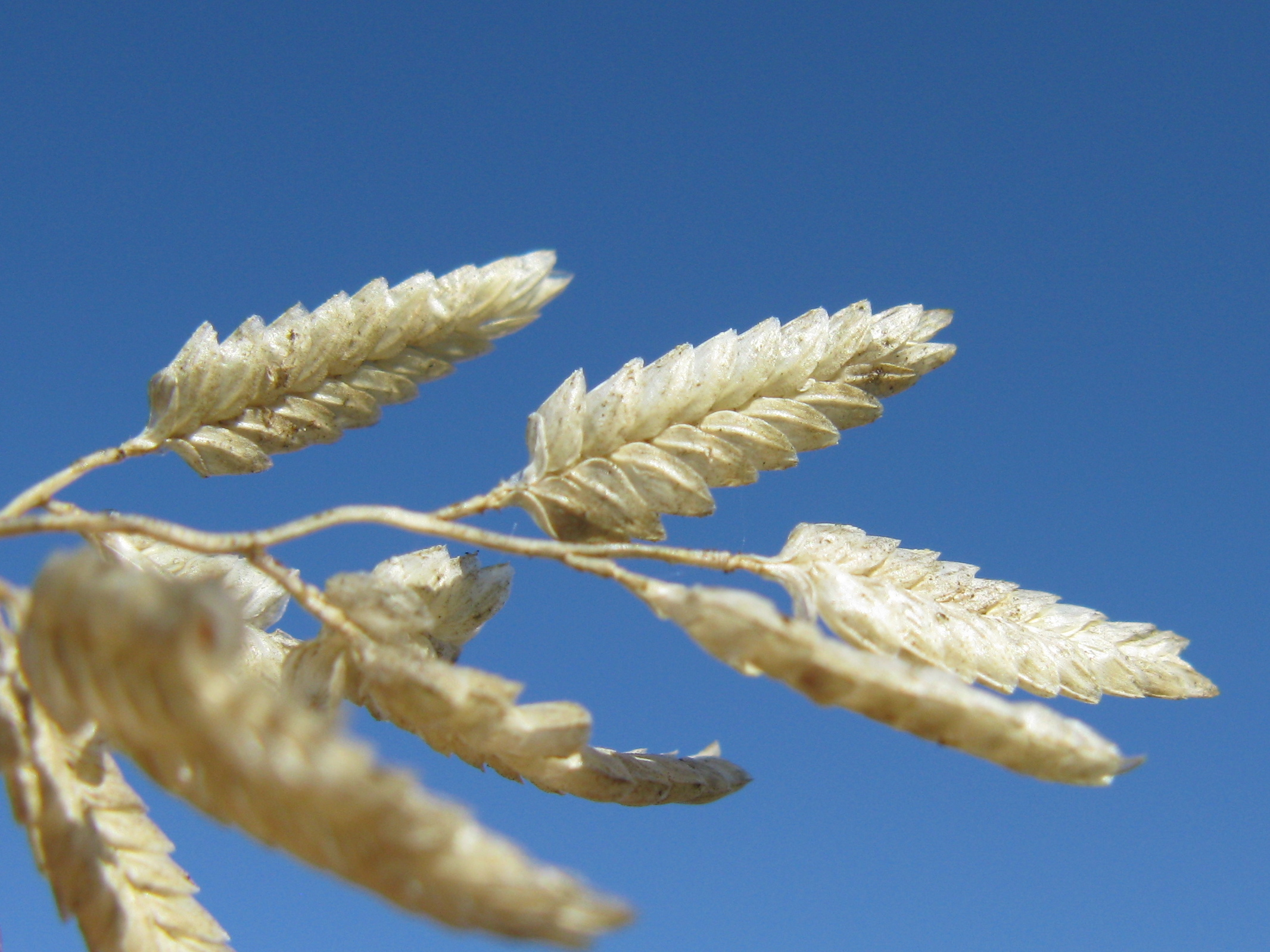
Ährchen

### Vegetative Merkmale
Das Große Liebesgras ist eine einjährige krautige Pflanze und erreicht Wuchshöhen von 20 bis 30, selten bis zu 50 Zentimetern. Sie bildet kleine Büschel. Die kahlen Halme sind gekniet-aufsteigend, seltener aufrecht, verzweigt und bilden zwei bis vier Knoten und unter dem oberen Knoten einen Ring grubenförmiger Drüsen.
Die wechselständig am Halm angeordneten Laubblätter sind in Blattscheide und -spreite gegliedert. Die Blattscheiden sind kahl, aber an den Rändern kurz bewimpert und an der Öffnung mit einem Büschel 1 bis 2 Millimeter langer Trichome. Das Blatthäutchen (Ligula) ist ein dichter Wimpernkranz. Die einfachen Blattspreiten sind 5 bis 15 Zentimeter lang und 4 bis 6 Millimeter breit und auf der Oberseite und an den Rändern rau.

### Generative Merkmale
Die Blütezeit reicht in Mitteleuropa von Mai bis September. Der rispige Blütenstand ist 5 bis 15 Zentimeter lang und 4 bis 6 Zentimeter breit. Die Seitenzweige sind ziemlich dick und haben in den Achseln oft ein Büschel kurzer Haare. Die Ährchenstiele sind 0,5 bis 4 Millimeter lang, kantig und rau. Die 8 bis 20 Millimeter langen Ährchen enthalten 12 bis 34 Blüten; an den Seitenhalmen enthalten die etwa 3 Millimeter langen Ährchen, oft nur etwa fünf Blüten. Die beiden Hüllspelzen sind untereinander fast gleich; die untere ist meist einnervig und 1,5 bis 2 Millimeter lang, die obere dreinervig und 2 bis 2,5 Millimeter lang. Die Deckspelzen sind bei einer Länge von 3 bis 6 Millimetern fast kreisförmig. Die Vorspelzen sind zweinervig und 1,8 bis 2,2 Millimeter lang. Die Staubbeutel sind 0,2 bis 0,4 Millimeter lang.

## Vorkommen
Das Große Liebesgras ist ursprünglich in Eurasien, Afrika und Madagaskar weitverbreitet. In Europa kommt das Große Liebesgras hauptsächlich im Süden vor und ist in Mittel- und Nordeuropa nur eingeführt und meist unbeständig. Eragrostis cilianensis ist in Australien, Nord-, Mittel- und Südamerika ein Neophyt.
In Mitteleuropa wächst es in Unkrautfluren sandiger Hackäcker, in Weinbergen, an Wegen und Mauern. Es ist pflanzensoziologisch eine Charakterart des Verbands Eragrostion. Bei Schwetzingen in Südwestdeutschland kommt es besonders als Unkraut in Spargeläckern vor. Es steigt bei Meran bis 530 Meter und bei Primiero bis in eine Höhenlage von 730 Metern auf.
Die ökologischen Zeigerwerte nach Landolt et al. 2010 sind in der Schweiz: Feuchtezahl F = 1+ (trocken), Lichtzahl L = 4 (hell), Reaktionszahl R = 4 (neutral bis basisch), Temperaturzahl T = 5 (sehr warm-kollin), Nährstoffzahl N = 3 (mäßig nährstoffarm bis mäßig nährstoffreich), Kontinentalitätszahl K = 4 (subkontinental).

## Systematik
Die Erstveröffentlichung erfolgte 1785 unter dem Namen Poa cilianensis durch Carlo Allioni in Flora Pedemontana sive Enumeratio Methodica Stirpium Indigenarum Pedemontii, Band 2 Seite 246. Die Neukombination zu Eragrostis cilianensis (All.) Vignolo ex Janch. wurde 1907 durch Erwin Janchen in Mitteilungen des Naturwissenschaftlichen Vereins der Universität Wien, Band 5 Teil 9 Seite 110 veröffentlicht. Janchen übernahm diese Kombination von Ferdinando Vignolo-Lutati. Das Artepitheton cilianensis stammt von Carlo Antonio Ludovico Bellardi (1741–1826), der die Art zuerst in Ciliani, dem Besitztum seines Vaters in Piemont beobachtet hat.
Je nach Autor gibt es etwa drei Unterarten:
- Eragrostis cilianensis (All.) Vignolo ex Janch. subsp. cilianensis
- Eragrostis cilianensis subsp. starosselskyi (Grossh.) Tzvelev: Sie kommt in Georgien, Armenien und Aserbaidschan vor.[2]
- Eragrostis cilianensis subsp. thyrsiflora(Willk.) H.Scholz & Valdés: Sie kommt in Spanien und Frankreich vor.[2]